# Plecia abditigiga
Plecia abditigiga är en tvåvingeart som beskrevs av Fitzgerald 1998. Plecia abditigiga ingår i släktet Plecia och familjen hårmyggor. Inga underarter finns listade i Catalogue of Life.